# Autorité européenne de sécurité des aliments
Pour les articles homonymes, voir AESA.

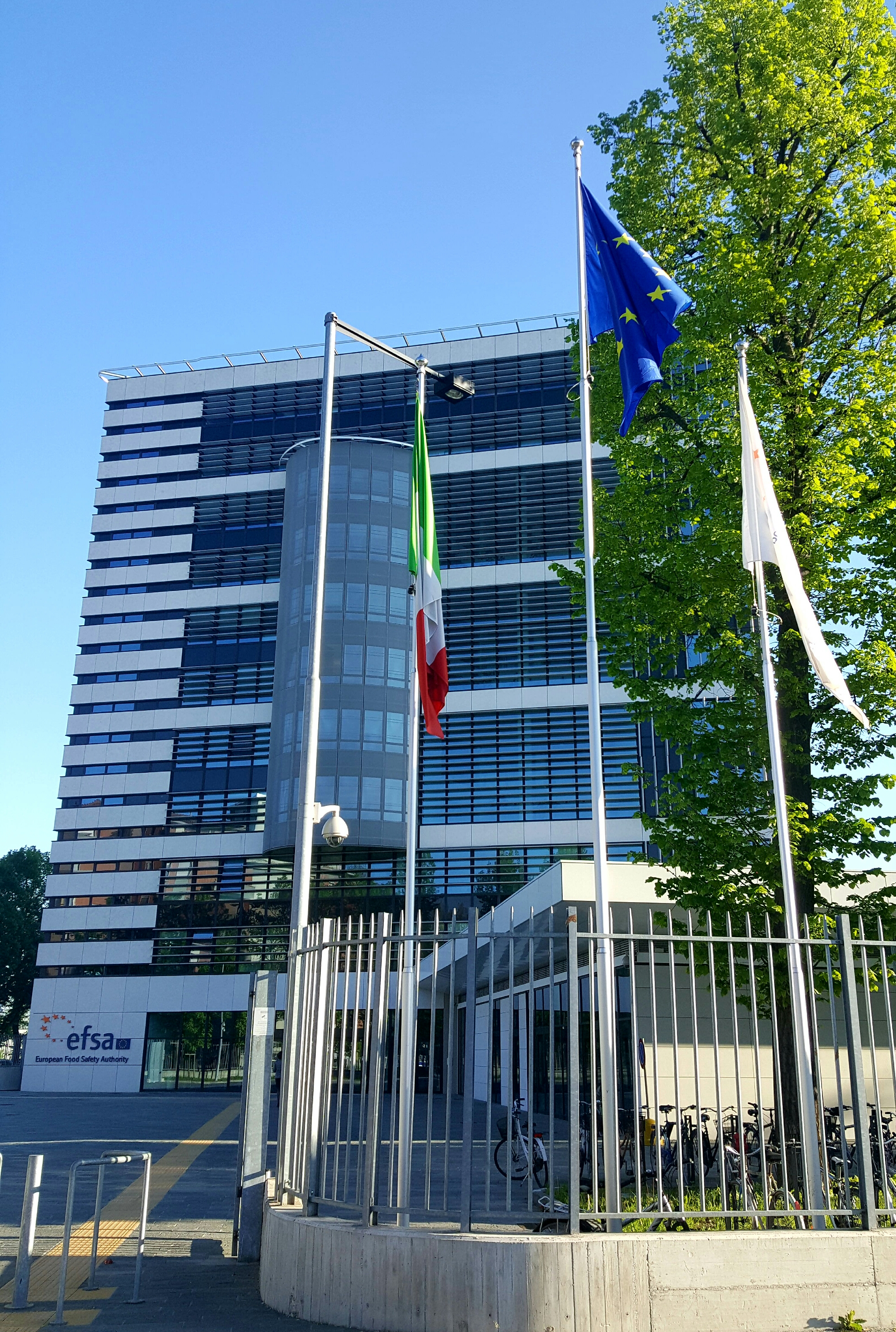
Le siège de l'EFSA à Parme.

L’Autorité européenne de sécurité des aliments (EFSA, de l’anglais European Food Safety Authority ; plus rarement AESA) est une des principales agences de l’Union européenne. Elle est chargée de l'évaluation des risques dans le domaine des denrées alimentaires.
Elle fournit des conseils scientifiques sur les risques existants ou émergents dans ce domaine. Tout en publiant les avis, émis par son comité scientifique et ses groupes scientifiques, chacun dans sa sphère de compétence. Contrairement à son homologue américain, la FDA, ses avis ne possèdent pas de valeur législative et au cas où ils concerneraient l'évaluation de dossiers de demandes d'autorisation, ils n'ont pas valeur d'autorisation. Ce sont la Commission européenne, le Parlement européen et les États membres qui prennent les décisions de gestion (autorisation, interdiction, surveillance, etc.).
L'EFSA informe la Commission européenne, le Parlement européen et les États membres de l’UE afin que ces acteurs puissent prendre des décisions éclairées en matière de gestion des risques, pour garantir la protection de la santé des consommateurs européens et la sécurité de la chaîne alimentaire humaine et animale. Sur toute question relevant de sa compétence, l’Autorité doit communiquer de façon ouverte et transparente avec le grand public. Les conflits d'intérêts de certains membres du conseil d'administration ou de panels de scientifiques ont été critiqués, notamment par le mouvement écologiste puis par la Cour des comptes européenne.

## Origine et création
La création de cette Agence répond à une série de crises ou scandales alimentaires que les États n'avaient pas pu ou su gérer, montrant que l'Europe avait subsidiairement un rôle à jouer, en lien avec l'Organisation mondiale de la santé, la FAO, le Codex Alimentarius, etc. au niveau mondial. Elle a été créée par le règlement 178/2002.

## Champ de compétence et objectifs
Les travaux de l’Autorité couvrent toutes les questions ayant un impact direct ou indirect sur la sécurité alimentaire humaine et animale, dont celles concernant la santé et le bien-être animal⁣, la santé et la protection des plantes ainsi et la nutrition en général.
L’autorité collecte et analyse les données scientifiques disponibles et utiles et produit des avis pour améliorer l'évaluation d'un large éventail de risques, dont l'encéphalopathie spongiforme bovine (ESB) et l'encéphalopathie spongiforme transmissible (EST), la sécurité d’additifs alimentaires comme l’aspartame, les ingrédients alimentaires allergéniques, les organismes génétiquement modifiés (OGM), les poissons sauvages et d’élevage, les pesticides, ou encore les questions touchant à la sécurité animale, notamment la grippe aviaire.
L'EFSA est également impliquée dans l'analyse centralisée des allégations de santé prévue par le règlement 1924/2006, elle a donné un avis scientifique – un rejet souvent – sur des centaines de demandes d'allégations avant la fin 2011. Il existe une base de données sur ces allégations.
L’EFSA peut de sa propre initiative entreprendre des travaux scientifiques sur les risques émergents, où les connaissances et les approches scientifiques sont en constante évolution. Un exemple en est le développement d’une approche harmonisée pour comparer les risques posés par les substances potentiellement cancérigènes.
L'Agence aide ainsi à adopter ou réviser la législation européenne sur la sécurité alimentaire, humaine ou animale, dès lors qu’ils doivent décider d’approuver ou non des substances telles que les pesticides et les additifs alimentaires, ou de développer de nouveaux cadres réglementaires et politiques, par exemple, dans le domaine de la nutrition.
Elle collabore avec les États membres de l’UE et lance des consultations publiques et des appels destinés à recueillir des informations provenant de sources externes.
Enfin, par le biais de ses activités de communication sur les risques, l’EFSA émet des communications sur les questions de sécurité alimentaire à toutes les parties prenantes et au grand public, en se fondant sur ses évaluations des risques et sur son expertise scientifique.

## Tâches
Pour répondre à ses missions, son organigramme doit lui permettre d'assumer les tâches suivantes :
- Émettre des avis ;
- Promouvoir l'harmonisation des méthodologies d'évaluation des risques ;
- Aider la Commission dans son travail sur la sécurité alimentaire ;
- Rechercher, analyser et résumer les données scientifiques et techniques nécessaires ;
- Identifier et caractériser les risques émergents ;
- Construire un réseau d'organismes opérants dans des domaines similaires ;
- Fournir une assistance scientifique et technique à la gestion de crise ;
- Améliorer la coopération internationale ;
- Fournir aux parties intéressées et au public une information fiable, objective et compréhensible ;
- Contribuer au système d'alerte rapide de la Commission.

## Gouvernance et organisation
L’EFSA se compose de quatre instances :

### Conseil d'administration
Il est composé de quatorze membres.
Ces membres sont nommés par le Conseil, en consultation avec le Parlement européen, à partir d'une liste de candidats établie par la Commission européenne (il contient un représentant de la Commission).
Il fixe le budget, approuve le programme de travail annuel et veiller à ce que l’EFSA coopère utilement avec ses organisations partenaires au sein et hors de l’UE. En 2011, le conseil d'administration était composé de Diána Bánáti, Sue Davies, Piergiuseppe Facelli, Manuel Barreto Dias, Marianne Elvander, Matthias Horst, Milan Kovác, Stella Michaelidou-Canna, Jan Mousing, Milan Pogacnik, Jiri Ruprich, Sinikka Turunen, Bernhard Url, Pieter Vanthemsche, Paola Testori Coggi, Ladislav Miko.
La Cour des comptes européenne a fait remarquer en 2011 et 2012 que quatre de ces membres au moins étaient en situation de conflits d'intérêts directs.
- Le directeur exécutif est le représentant légal de l’autorité. Il est responsable du domaine opérationnel, des questions de personnel et de l’établissement du programme annuel, en consultation avec la Commission européenne, le Parlement européen et les États membres de l’UE. Le directeur exécutif actuel est Bernhard Url. Il est vétérinaire de formation et a pris ses fonctions en juin 2014. Avant de rejoindre l'EFSA, Bernhard Url était directeur général de l'Agence autrichienne pour la santé et la sécurité des aliments (AGES).
- Le directeur exécutif est assisté par un forum consultatif composé de représentants des instances nationales responsables de la gestion des risques dans les États membres, ainsi que d’observateurs de la Norvège, de l’Islande, de la Suisse et de la Commission européenne.

#### Comité scientifique
Il réunit dix groupes scientifiques thématiques responsables des travaux d'évaluation des risques produits par l'EFSA, et produisant ses « avis scientifiques » :
Ces groupes travaillent (en 2012) sur les thèmes suivants :
- Additifs et produits ou substances utilisés en alimentation animale (FEEDAP) ;
- Santé animale et bien-être animal (AHAW) ;
- Dangers biologiques (BIOHAZ), dont risques liés à l'ESB et l'EST ;
- contaminants de la chaîne alimentaire (CONTAM) ;
- Produits diététiques, nutrition et allergies (NDA) ;
- Additifs alimentaires et sources de nutriments ajoutés aux aliments (groupe ANS) ;
- Matériaux de contact alimentaire, enzymes, arômes et auxiliaires technologiques (CEF) ;
- Organismes génétiquement modifiés (OGM) ;
- Santé des plantes (PLH) ;
- Pesticides et leurs résidus dans l'alimentation (PPR).

#### Forum consultatif
Il fait le lien entre l'EFSA et les autorités nationales de sécurité alimentaire.
Il conseille l'EFSA sur les questions scientifiques, son programme de travail et ce qu'il estime être les priorités.

#### Plate-forme consultative des parties intéressées
Elle est composée d'organisation venant de toute l'Union européenne et travaillant dans des domaines liés à la production alimentaire. Elle conseille l'EFSA sur les questions générales relatives au programme de travail de l'Agence, les méthodologies d'évaluation des risques, etc.

## Financement
L’EFSA est une agence européenne financée par le budget de l'UE.
C'est une agence indépendante, encadrée par un conseil d'administration dont les membres sont nommés par le Conseil de l'Union européenne sur proposition de la Commission européenne, après consultation du Parlement européen. Son budget pour l'année 2008 était de 66 millions d'euros.

## Critiques

### Absence d'études indépendantes
En dépit d'un cadre (règlement européen no 178/2002) en faveur de la transparence, il est souvent reproché un manque de transparence à l'agence, notamment de la part d'élus écologistes. Ainsi, Corinne Lepage souligne que « l'EFSA se prononce sur des études secrètes, destinées à cacher la réalité des protocoles, des résultats et des interprétations ». Pour Cécile Duflot, « ils n'ont pas un avis objectif [et] peuvent difficilement mener des expertises indépendantes sur la question des OGM, car ils sont fréquemment réduits à analyser les études réalisées par les producteurs de semences eux-mêmes ». Des conflits d'intérêts sont régulièrement dénoncés,,.
En 2017, deux quotidiens européens (La Stampa et The Guardian), accusent l'EFSA d'avoir copié-collé, dans un rapport sur la dangerosité du glyphosate publié en 2015, une centaine de pages issues des demandes de ré-autorisation de l'entreprise Monsanto, qui a breveté ce composé chimique,. Auditionné au Parlement européen en octobre 2017, José Tarazona, chargé de l'évaluation des pesticides à l'EFSA, reconnaît effectivement que l'agence, pour évaluer le potentiel de risque d'un produit, se fonde habituellement sur les analyses réalisées par les industriels eux-mêmes.
De plus, comme le relève la journaliste Stéphane Horel, ces études de toxicité réalisées par l'industrie pour obtenir une autorisation de l'EFSA ne sont jamais rendues publiques (au nom du secret commercial), ce qui empêche les chercheurs académiques de vérifier les protocoles et les résultats. Sachant que l'EFSA n'a pas non plus les moyens de vérifier si ces données industrielles sont valides et complètes, cela signifie que personne ne peut jamais contrôler ces données servant à mettre des produits sur le marché.

### Conflits d'intérêt
En 2010, Chantal Jouanno critique une expertise de l’Autorité européenne de sécurité des aliments (EFSA) qui a motivé l'autorisation par l'Europe de la culture de la pomme de terre transgénique Amflora. La ministre reproche notamment à l'EFSA de mal prendre en compte le risque durablement ; l'EFSA ne s’intéressant selon elle « qu'aux conséquences sanitaires des OGM, sans tenir compte de leur impact environnemental à long terme […] ». À cette occasion, « La question des liens entre certains experts de l'EFSA et l'industrie semencière, dénoncés par les ONG, reste posée, même si l'autorité prétend faire la chasse aux conflits d'intérêts. Le cas le plus emblématique est celui de Suzy Renckens, ex-coordinatrice du groupe OGM de l'EFSA, embauchée par Syngenta comme responsable des affaires réglementaires de biotechnologie. L'intéressée décrivait par contre sa fonction au sein de l'unité OGM comme celle d'une coordinatrice, ne faisant pas partie du groupe scientifique et sans pouvoir décisionnel en 2008 ».
Toujours en 2010, José Bové, s'appuyant sur sa « déclaration d'intérêt », dénonçait un possible conflit d'intérêts de Diána Bánáti, la présidente de l’agence et ancienne membre du comité scientifique de l’ILSI, une association regroupant de grandes entreprises de l'agro-industrie,.
De hauts responsables de l'agence, comme l'actuel président du comité scientifique OGM, ont aussi pris part au projet Entransfood (projet européen visant explicitement à « favoriser l’introduction des OGM sur le marché européen au prétexte de rendre l'industrie européenne compétitive). Entransfood est l'acronyme de European Network on Safety Assessment of Genetically Modified Food Crops. Ce projet est financé par la commission européenne, dont l'objectif affiché est d'analyser les méthodes d'évaluation de la sécurité sanitaire des aliments préparés à partir d'OGM ainsi que leur traçabilité.
En mars 2011, l'Observatoire de l'Europe Industrielle dénonce un conflit d'intérêts au sein de l'Agence, quatre des membres du conseil d'administration ayant des liens d'intérêt avec l'industrie agro-alimentaire.
En mai 2012, Diana Banati, membre du conseil d'administration, démissionne, ses nouvelles fonctions au lobby ILSI en tant que directrice exécutive pour l'Europe étant incompatibles avec cette fonction. En septembre 2011, José Bové avait déjà dénoncé les liens de Banati avec ce lobby.
En octobre 2012, un rapport de la Cour des comptes européenne pointe à nouveau les conflits d'intérêts au sein de l'EFSA. Ce rapport porte sur d'éventuels conflits d'intérêts à l'intérieur de quatre grandes agences européennes (les trois autres étant l'EASA, l'ECHA et l'EMA). Il pointe que deux membres du conseil d'administration (dont la présidente Diana Banati) ont démissionné en raison de leurs responsabilités au sein de l'ILSI (outil de lobby de l'industrie agroalimentaire où sont notamment représentés les groupes Monsanto et Syngenta, très actifs dans le secteur des OGM), mais que six autres experts de l'EFSA qui sont dans la même situation ont, eux, continué à siéger au comité scientifique ou au conseil de surveillance de l'agence qui s'inquiète de cette « différence de traitement » et puisqu'aucune procédure n'existe dans le règlement de l'agence en cas de fausse déclaration d'intérêt (de même d'ailleurs que dans les trois autres agences auditées).
En octobre 2013, une enquête menée par l'ONG Corporate Europe Observatory, spécialisée dans la surveillance des lobbys industriels européens, montre que les 209 experts, membres des groupes de travail de l'EFSA, sont majoritairement en situation de conflits d'intérêts, 59 % ayant été rémunérés par des groupes de l’agroalimentaire, malgré le fait que 80 % des membres avaient été renouvelés en 2012, à la suite des critiques de la Cour des comptes européenne. Selon l'EFSA, les politiques européennes de recherche sont telles qu'elles « encouragent et parfois contraignent les chercheurs du secteur public à travailler avec le secteur privé pour financer leurs recherches ». L'EFSA et la Commission européenne affirment qu'il n'est pas réaliste d'exclure des experts liés à l'industrie, car les politiques européennes et nationales incitent les partenariats public-privé. Mais, le fait que les experts des groupes de travail ne sont pas rémunérés et travaillent donc pendant leur temps libre pourrait être une autre explication à ces conflits d'intérêts.
En 2017, la proportion des experts des « panels » de l'agence présentant des liens d'intérêt (ce qui ne signifie pas qu'ils sont en situation de conflits d'intérêts) est encore de 46 %.